# Contrabando
El contrabando es la entrada, la salida y la venta clandestina de mercancías prohibidas o sometidas a derechos en el que se defrauda a las autoridades locales. También se puede entender como la compra o venta de mercancías evadiendo los aranceles, es decir evadiendo los impuestos.
Hay varias motivaciones para el contrabando. Estos incluyen la participación en el comercio ilegal, como en el narcotráfico, tráfico ilegal de armas, prostitución, tráfico de personas, secuestro, comercio de vida silvestre exótica, robo de arte, atracos, tráfico de partes de vehículos robadas o usadas, inmigración ilegal o emigración ilegal, evasión fiscal, restricciones de importación/exportación, proporcionar contrabando a los reclusos, o el robo de los artículos que se contrabandean.

## Contrabando como conducta humana
La conducta humana denominada contrabando se inscribe en el marco del derecho penal económico. La economía de las naciones necesita tener control sobre sus importaciones y exportaciones, por cuanto hace a la vida de un país. De esa forma, se considera que comete contrabando aquel que ejerce acciones u omisiones, mediante una conducta ardidosa o engañosa, con el objeto de lograr que determinada mercadería eluda el control del servicio aduanero.
Se han considerado como las dos modalidades más importantes de contrabando el abierto y el 
técnico. Por contrabando abierto se entiende la modalidad más elemental, según la cual simplemente se evade el control legal en torno de la introducción de bienes en su transposición de fronteras. Así, ingresar mercancías por sitios diferentes a los autorizados, empleando rutas diferentes a las establecidas para el tránsito ordinario de mercancías, o en otros casos ocultando las mismas para evadir la acción de la autoridad aduanera; representan llamativos ejemplos de contrabando abierto que omitieron la verificación de la autoridad estatal.
A su vez, se entiende por contrabando técnico a la utilización de canales ordinarios de transporte e introducción de mercancías (puertos, plataformas, aeropuertos, puentes de frontera), donde la conducta maliciosa consiste en fingir declaraciones de importación, presentar documentos falsos o adulterados, trastocar valores reales de la mercancía, emplear codificación aduanera errónea, informar cantidades equivocadas, y un sinnúmero de conductas que pretenden simular un proceso de legalización de importación conforme las normas existentes sobre la materia,cuando en realidad las cantidades, los valores, la especie o la calidad de las mercancías introducidas no se ajustan a los datos declarados.
El contrabando se tiene como un delito de creación legal. Muchas legislaciones lo consideran como delito contra el orden económico o social, y guarda mucha familiaridad de orden legal con las disposiciones de orden fiscal, de control de cambios, del mercado de divisas, y ha terminado por establecerse como un mecanismo apropiado para las operaciones de lavado de activos.
Históricamente en España el contrabando ha tenido una gran influencia social y económica en zonas fronterizas como en la Raya hispanoportuguesa, hasta la supresión de las controles de la frontera a través del Acuerdo de Schengen. Las tensiones existentes siempre entre los contrabandistas y las fuerzas del estado vigilantes del contrabando quedaron patentes en el suceso ocurrido en 1755 y conocido como el Motín de los ceclavineros.

## Sinónimo
En español, su sinónimo es estraperlo. Estraperlo es todo comercio ilegal de bienes sometidos a algún tipo de impuesto o tasa por el Estado. Por extensión, es una actividad irregular o intriga de algún tipo, y se usa como sinónimo de mercado negro. A quien practica el estraperlo se le denomina estraperlista del mercado. Este acrónimo aparece a raíz de un escándalo político ocurrido durante la Segunda República Española, producido como consecuencia de la introducción de un juego de ruleta eléctrica de marca "Stra-Perlo", nombre derivado de Strauss y Perlowitz, empresarios neerlandeses que promovieron el negocio.

## Métodos

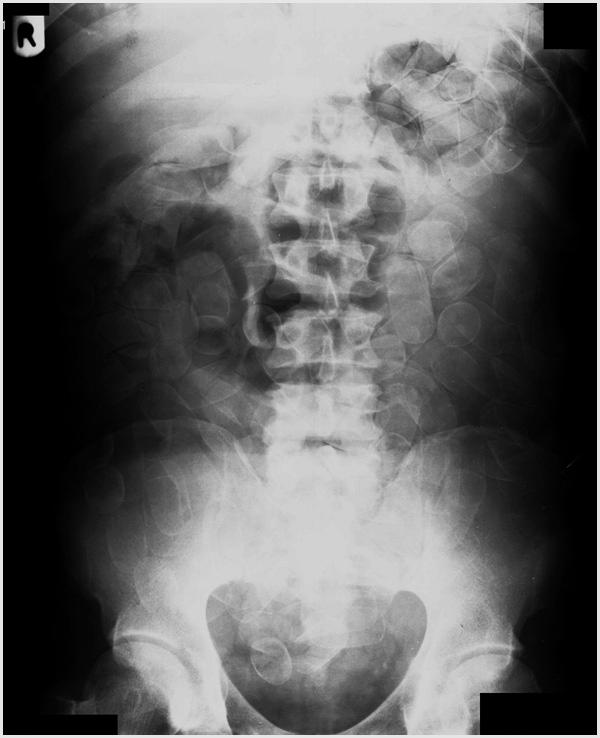
radiografía de un abdomen apilado con cocaína.

En el contrabando, la ocultación puede consistir en esconder la mercancía de contrabando en la ropa, el equipaje o en el interior de una cavidad corporal de una persona. Algunos contrabandistas ocultan todo el vehículo de transporte o el barco utilizado para introducir los artículos en una zona. Evitando los controles fronterizos, por ejemplo, mediante pequeñas embarcaciones, aviones privados, a través de rutas de contrabando por tierra, túneles de contrabando e incluso pequeños sumergibles. Esto también se aplica al paso ilegal de una frontera propia, a la inmigración ilegal o a la emigración ilegal. En muchas partes del mundo, especialmente en el Golfo de México, la embarcación de contrabando elegida es la lancha rápida.
Someterse a controles fronterizos con la mercancía o las personas ocultas en un vehículo o entre (otras) mercancías, o con la mercancía oculta en el equipaje, dentro o debajo de la ropa, en el interior del cuerpo, etc. Muchos contrabandistas vuelan en líneas aéreas regulares. Cada año, las aduanas de todo el mundo capturan a un gran número de presuntos contrabandistas. También se introducen mercancías y personas de contrabando a través de los mares ocultas en contenedores, y por tierra ocultas en coches, camiones y trenes. Un tema relacionado es el de pasar ilegalmente una frontera uno mismo como polizón. El alto nivel de impuestos que se aplica al alcohol y al tabaco en Gran Bretaña ha propiciado el contrabando a gran escala desde Francia al Reino Unido a través del Túnel del Canal.
La combinación de la reconocida corrupción en la frontera y los elevados aranceles de importación llevó a los contrabandistas de los años 70 y 80 a transportar equipos electrónicos, como equipos de música y televisores, en aviones de carga desde un país hasta pistas de aterrizaje clandestinas en otro, eludiendo así los encuentros en la frontera entre países.
Para pasar uno mismo ilegalmente la frontera, otro método es con un pasaporte falso (completamente falso, o cambiado ilegalmente, o el pasaporte de un doble).
En los puestos de control fronterizos, especialmente en el caso de la carga marítima, los agentes fronterizos deben inspeccionar la carga en busca de mercancías de contrabando e ilegales. Sin embargo, debido a lo que se llama Gridlock un máximo de 5 % de inspecciones por bodegas de carga en todo el mundo. Dado que una inspección adecuada y completa puede llevar de cuatro a seis horas, las principales rutas comerciales mundiales, como Singapur, ofrecen una gran oportunidad a contrabandistas y comerciantes por igual. El funcionario de aduanas principal de Ciudad del Cabo argumenta, si un puerto de embarque detiene e inspecciona cada barco provocaría un bloqueo total de la red de transporte marítimo, lo que supone un bloqueo del comercio, que también es un bloqueo económico. Subdeclarar y tergiversar, incluso las mercancías más sorprendentes es una práctica habitual a la hora de hacer contrabando. Lo que la cultura popular no comunica, es que el tráfico de drogas ilegales de armas no son la perdición de los funcionarios de aduanas y la última amenaza para su economía. En realidad, lo que más se contrabandea son artículos cotidianos que uno cree que son comunes y que, por lo tanto, causan mayores pérdidas en ingresos fiscales. Una agente de transporte anónima dijo que el contrabando se convierte en una segunda naturaleza para los empresarios, que toman productos acabados y los tergiversan para ofrecer la tarifa más barata posible. Lo que la mayoría de la gente no sabe es que los medios de comunicación y la cultura popular se centran en las organizaciones criminales como principales contrabandistas, pero en realidad los negocios legítimos son los mayores infractores. Al incorporar su etiqueta en la mercancía o en los productos, deja un sesgo hacia sus bienes, ya que los medios populares los presentan como fiables. El contrabando, sin embargo, se produce a través de la propia cultura de la industria del transporte marítimo y se ve afectado por institucionalizars aranceles e impuestos en todo el mundo.
La existencia del método de contrabando de consignación múltiple (contrabando de dos o más tipos diferentes de contrabando, como drogas e inmigrantes ilegales o drogas y armas al mismo tiempo) se verificó tras la realización de un estudio que encontró 16 casos documentados de contrabandistas que transportaban más de un tipo de contrabando en el mismo envío. Los envíos de MCC se asociaron con frecuencia a las organizaciones de contrabando de Fase II y Fase III.

### Uso de animales
Además de los correos humanos, se sabe que los contrabandistas transportan mercancías ilícitas con el uso de animales entrenados. Una de las ventajas de que los contrabandistas utilicen animales es que, a diferencia de los correos humanos, que podrían convertirse en pruebas del Estado si son capturados, un correo animal, si es capturado con algún contrabando encima, no podría proporcionar ninguna información verbal a las autoridades.

#### Perros
Una de las formas en que los contrabandistas han utilizado a veces a los animales para transportar el contrabando es mediante el uso de perros. A menudo se sabe que los contrabandistas atan las drogas a los lomos de los caninos y luego utilizan dichos perros como animales de tiro para transportar el contrabando a través de distancias mayores y/o a través de las fronteras.

#### Gatos
Otra forma que los contrabandistas han utilizado para transportar el contrabando en múltiples ocasiones son los gatos. Por lo general, los gatos se utilizan para colar drogas en las prisiones, donde las bandas penitenciarias pueden venderlas a otros reclusos. A menudo, un contrabandista del exterior adjunta pequeñas cantidades de droga a un gato y luego éste es atraído al interior de la prisión por los reclusos con golosinas para gatos o el gato puede ser entrenado para entrar en la prisión. Además de las drogas, los gatos también se han utilizado para introducir otro tipo de contrabando en la cárcel, como teléfonos celulares, herramientas, baterías y cargadores de teléfonos. La razón por la que los gatos pueden ser buenos correos de drogas se debe a que los felinos son animales sigilosos por naturaleza y a que los guardias de la prisión suelen ser menos propensos a sospechar que el contrabando puede estar en un gato.

#### Pájaros
Además, los contrabandistas también han utilizado a veces palomas mensajeras para transportar el contrabando por aire. Las palomas mensajeras se han utilizado para introducir drogas en las cárceles y a través de las fronteras. Además, las palomas mensajeras también se han utilizado para transportar teléfonos móviles y tarjetas SIM a las cárceles. La razón por la que las palomas han sido útiles para los contrabandistas, es que pueden volar largas distancias y porque es poco probable que las aves despierten muchas sospechas de las autoridades, debido a que las palomas son aves tan extendidas y comúnmente presenciadas, tanto en zonas rurales como urbanas.

#### Ganadería
También se sabe que los contrabandistas transportan el contrabando con el uso de ganado. Un ejemplo de ello es el uso de caballos, burros, mulas y/o ponis. Los traficantes suelen atar la mercancía ilícita a los caballos de carga pack saddle, para que el animal pueda transportar más cargas de contrabando a través de terrenos más lejanos y/o más accidentados que un mensajero humano. Además de los caballos de carga, también se sabe que los contrabandistas transportan el contrabando con el uso de vehículos tirados por caballos. Otro ejemplo es el uso de ganado. El ganado se ha utilizado para transportar el contrabando de múltiples maneras, a menudo introduciendo las drogas en los animales para sacarlas posteriormente.

## Contrabando en la actualidad
En la actualidad, y al haberse liberalizado la mayor parte de los mercados, el contrabando suele darse en productos regulados por monopolios estatales o más concretamente en aquellos fuertemente gravados fiscalmente, lo que implica que haya una gran diferencia entre el precio económico real y el precio final de mercado del producto. Esta diferencia es la que origina el margen que convierte en atractivo el delito. Los casos más comunes son los hidrocarburos las Drogas y el tabaco, así como el alcohol, aunque este en menor medida.
La desaparición de los monopolios estatales y la apertura de fronteras a la práctica totalidad de los productos ha reducido la incidencia y relevancia de esta figura jurídica.